# La Graufesenque
La Graufesenque è un sito archeologico situato nel comune di Millau (dipartimento di Aveyron, regione Midi-Pirenei) nel sud-ovest della Francia. Il sito si trova a due chilometri dal centro abitato odierno, in una piccola piana alluvionale alla congiunzione dei fiumi Tarn e Dourbie. Si trovava nel territorio del popolo gallico dei Ruteni e aveva nome Condatomagus (da condate, "confluente", e da magus, "mercato"). Il suo sviluppo fu dovuto a quello di una significativa produzione di ceramica.

## Produzione ceramica

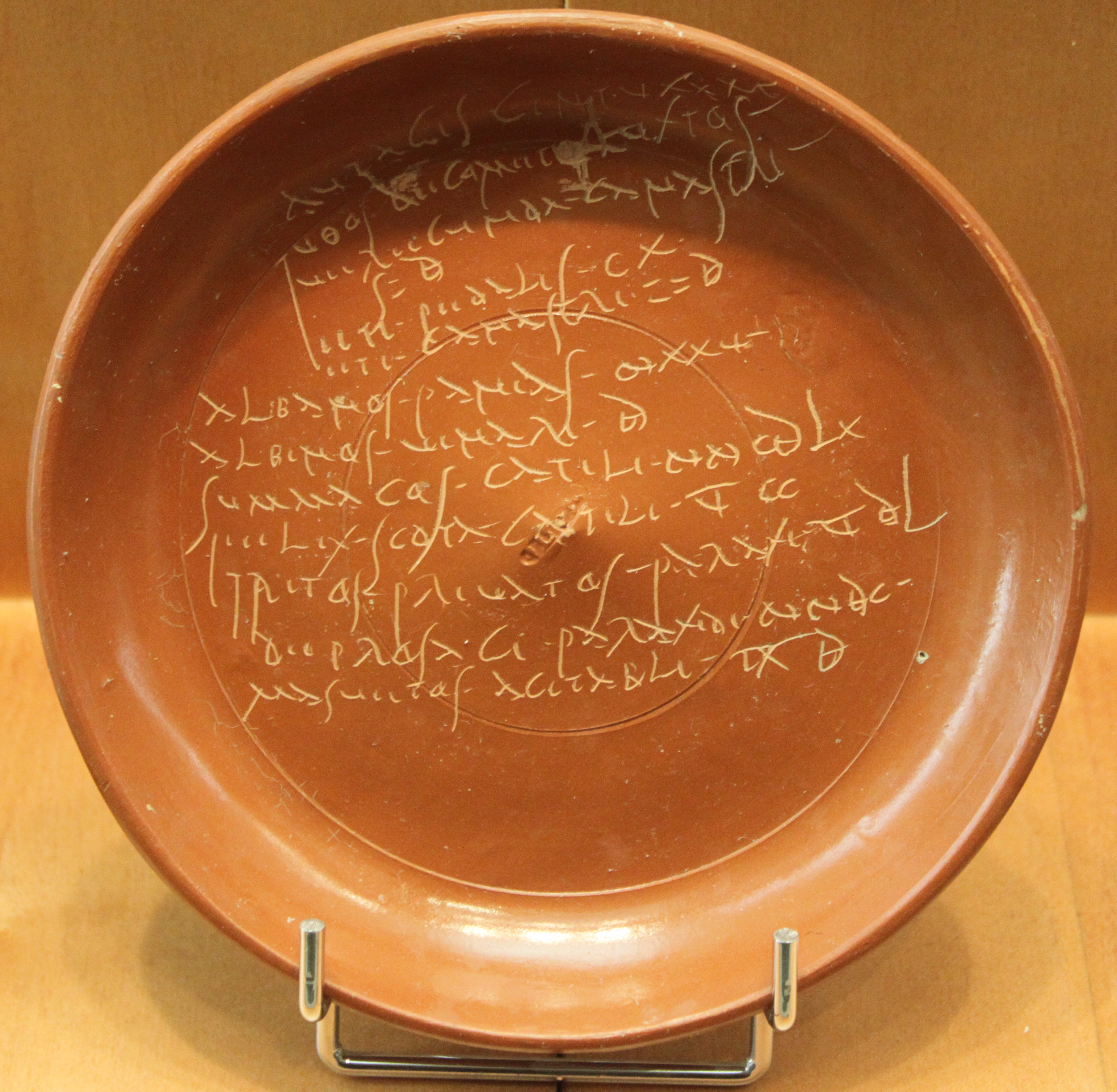
Ciotola prodotta a La Graufesenque, con graffiti una distinta di cottura (museo Fenaille a Rodez).

I ceramisti produssero a La Graufesenque una ceramica fine da mensa, nota come ceramica sigillata (terra sigillata, per la frequente presenza di un piccolo marchio impresso). Questa ceramica era caratterizzata da vernice color mattone, con o senza decorazione modellata, e imitava quella prodotta ad Arezzo (ceramica sigillata aretina) e nell'Italia centrale. 
Questa produzione, nota come ceramica sigillata gallica, o sud-gallica, ebbe una straordinaria diffusione, dalle rive del fiume Indo alla penisola iberica e le officine di produzione funzionarono a partire dalla fine del I secolo a.C., con un picco della produzione nel terzo quarto del I secolo d.C. A partire dal 60-80 d.C., la produzione fu accelerata a scapito della qualità e cominciano a essere presenti alcuni difetti. In seguito la produzione per esportazione si ridusse, ma rimase per l'uso locale fino alla metà del III secolo. 
Esemplari di vari tipi di oggetti (coppe, calici, bicchieri, piatti, ciotole, fiaschi) sono conservati nel museo municipale di Millau. La ceramica era prodotta utilizzando argilla locale e rivestita di ingobbio rosso. Veniva cotta in fornaci alimentate a legna, che potevano ospitare fino a 40.000 oggetti per volta. 
La preparazione dei vasi e la loro cottura si svolgevano da aprile a ottobre, mentre nel resto dell'anno si raccoglieva la legna necessaria ai forni e si preparava l'argilla. Solo le imprese di maggiori dimensioni si occupavano di tutte le fasi della produzione, mentre alcuni piccoli artigiani si erano specializzati in fasi specifiche della lavorazione ed erano quindi interdipendenti. Le tecniche di produzione furono fortemente standardizzate ed erano possibili associazioni temporanee per le necessità della domanda. Per tenere conto del lavoro di ciascuno l'attività veniva documentata dalle distinte che gli artigiani incidevano su pezzi di terracotta (gli scavi hanno restituito circa 270 di questi graffiti).
Sono conosciute, dagli stampi impressi sul fondo dei vasi, circa 650 botteghe artigiane, attive tra il 10 a.C. e il 120 d.C., ma solo poche dozzine sono le più importanti.

## Sito archeologico
Del centro abitato corrispondente al Condatomagus della Tavola Peutingeriana sono noti alcuni quartieri, tra cui quello del sito archeologico di La Graufesenque. Il sito comprende una zona artigianale (con forni di vasai e depositi), un'area sacra con dei templi e delle abitazioni separate da strette vie. Altri edifici sono stati individuati per mezzo delle ricognizioni aeree (ninfeo, "grande edificio").
Il sito è parzialmente di proprietà comunale e in parte privato. È stato inserito nelle liste del Ministero della cultura francese nel 1926 ed è stato dichiarato monumento storico nel 1992.

### Storia degli scavi
I primi sondaggi furono eseguiti nel 1862 dall'abate Malzac e tra il 1880 e il 1886 altri scavi furono condotti dall'abate Cérès e un'indagine archeologica più ampia venne portata avanti dall'abate Frédéric Hermet tra il 1901 e il 1906: grazie a questi ultimi ritrovamenti Joseph Déchelette poté dare un posto importante a La Graufesenque nella sua opera sulla ceramica decorata della Gallia romana. Gli scavi e le ricerche dell'abate Hermet furono pubblicati in due volumi nel 1934.
Nuovi scavi furono ancora condotti, ma in condizioni precarie, da Alexandre Albenque e da Louis Balsan tra il 1950 e il 1954. A partire dalla metà degli anni sessanta fu possibile prendere in affitto e poi acquistare i terreni e dunque garantire l'individuazione delle stratigrafie, la conservazione degli edifici rimessi in luce e lo studio dei materiali. Nel 1975 la direzione dello scavo venne assunta da Alain Vernet e nel 1980 il museo di Millau ha inaugurato le sale dedicate al sito e alla sua produzione. I graffiti ritrovati sul sito vennero pubblicati nel 1988 da Robert Marichal. 

### Fasi del sito
Nella prima fase (I secolo a.C. il sito ha restituito abitazioni con muri in pietre a secco e tetti in paglia, con ceramica di uso comune di fabbricazione locale, ma anche importata (anfore da vino provenienti dall'Italia, ceramica a vernice nera dalla Campania, ceramica catalana), a cui si aggiungono monete di Marsiglia, di Nîmes e di Empurias.
A partire dal 10 a.C. circa le abitazioni vengono costruite con pietre legate con calce e i tetti sono in legno e coperti con tegole in terracotta; gli interni sono intonacati e dipinti e con pavimenti in mattoni. Sono presenti anche mosaici, portici con colonne e impianti termali. L'insediamento non è tuttavia organizzato secondo i criteri urbanistici romani e le abitazioni si limitano a giustapporsi le une alle altre. Le poche sculture sono in pietra locale. Sono presenti anche alloggi modesti, forse per gli schiavi, con pavimenti in terra battuta.
Nel terzo periodo (seconda metà del II e prima metà del III secolo) vengono riutilizzate le costruzioni precedenti, con produzione di una ceramica di qualità inferiore, a impasto chiaro, per uso locale.